# Glanz, Sokovo
Glanz je naselje v Občini Sokovo v Okraju Trg na Koroškem v Avstriji.